# Un billet pour Tranaï
Un billet pour Tranaï (titre original : A Ticket to Tranai) est une nouvelle de science-fiction, à saveur humoristique, écrite par Robert Sheckley et publiée pour la première fois en octobre 1955 dans la revue Galaxy Science Fiction. 
La nouvelle est célèbre et a été reprise dans beaucoup d'anthologies de science-fiction à la fois pour son humour et son aspect allégorique de la notion d'« utopie » : un monde utopique peut être particulièrement difficile à supporter, surtout si on n'en connaît pas les codes et usages implicites.

## Publications

### Publications aux États-Unis
La nouvelle a notamment été publiée aux États-Unis dans Galaxy Science Fiction (octobre 1955), puis ultérieurement dans de nombreux recueils et anthologies, par lesquels Citizen in Space (plusieurs éditions et rééditions).

### Publications en France
La nouvelle a été publiée en France :
- dans la revue Galaxie no 28, première série, en mars 1956 ;
- dans le recueil Le Prix du danger en 1983 puis 1987 et 1995;
- dans Un billet pour Tranaï, éditions Mille et Une Nuits coll. La Petite collection  (ISBN 2-84205-001-0) en 1995 ;
- dans l'anthologie Histoires de mondes étranges en 1984, 1989 et 2001.

### Publications dans d'autres pays européens
La nouvelle a été publiée :
- en Italie sous le titre Un biglietto per Tranai (1960, puis 1965)[3] ;
- en Allemagne sous le titre Utopia mit kleinen Fehlern (1963)[4] ;
- aux Pays-Bas sous le titre Een Kaartje naar Tranai (1969)[5] ;
- en Hongrie sous le titre A Tranai (1972)[6].

## Résumé
Dans un bistro obscur, Marvin Goodmann a entendu un astronaute évoquer la planète Tranaï, qui selon lui était « la planète idéale ». « Tranaï où l'on avait découvert la Vérité, où les hommes avaient conquis la Liberté ! Tranaï la Miséricordieuse où prospérait une société paisible, créatrice, heureuse, composée ni de saints, ni d'ascètes, ni d'intellectuels, mais de simples gens qui avaient réalisé l'Utopie ».
Alléché par la description de l'homme, Marvin liquide ses économies et s'offre un voyage spatial au long cours vers Tranaï. Après plusieurs mois de trajet, parfois dangereux, il arrive à Tranaï…
Il est fort bien accueilli par les autorités locales (en l'occurrence Den Melith, ministre des affaires extra terrestres) qui lui expose que « nous avons créé un monde qui est presque le royaume d'Utopie, comme vous l’appelez. Mais notre État n'est pas un État hautement organisé. Nous n'avons pas de code juridique compliqué. Nous observons un certain nombre de lois non écrites, de coutumes, si vous voulez ».
Il appelle son épouse et lui demande si elle connaîtrait une jeune fille que Marvin pourrait épouser. Il se trouve que Janna Vley est très belle et pourrait correspondre à son type de femme. Den Melith met Marvin en rapport avec la famille Vley.
Peu de temps après, Marvin rencontre le Président Suprême de la planète, qui lui propose de prendre sa place…
De fil en aiguille, Marvin découvrira que les impôts sont prélevés par des attaques à main armée, que les mendiants sont fonctionnaires, que les femmes sont mises en biostase, que les gouvernants ont droit de vie et de mort sur les administrés, que ceux-ci peuvent condamner à mort les ministres, et que le divorce n'existant pas, la rupture conjugale se résout par la mise à mort du mari cocu…

### Lire la nouvelle en VO
- (en) Sur les archives de Galaxy Magazine